# Зруйновані життя (фільм, 1933)
«Зруйновані життя» (англ. Damaged Lives) — американська драма режисера Едгара Дж. Улмера 1933 року.

## Сюжет
Цей навчальний фільм оповідає про чоловіка і жінку, що стали переносниками венеричного захворювання.

## У ролях
- Даян Сінклер — Джоан Бредлі
- Ліман Вільямс — Дональд Бредлі молодший
- Гаррі Маєрс — Нет Франклін
- Марселін Дей — Лора Голл
- Джейсон Робардс ст. — доктор Білл Голл
- Шарлотта Мерріам — Еліза Купер
- Мюррей Кіннелл — доктор Вінсент Леонард
- Джордж Ірвінг — Дональд Бредлі-старший
- Сесілія Паркер — Розі
- Альмеда Фаулер — місіс Бредлі